# Feyt
Feyt é uma comuna francesa na região administrativa da Nova Aquitânia, no departamento de Corrèze. Estende-se por uma área de 19,56 km². Em 2010 a comuna tinha 136 habitantes (densidade: 7 hab./km²).